# Lone Nørgaard
Lone Nørgaard (født 18. september 1952 i København) er en dansk forfatter og samfundsdebattør.

## Uddannelse og arbejdsliv
Nørgaard er student fra Frederiksberg Gymnasium. Hun blev uddannet som cand.mag. i dansk og engelsk fra Københavns Universitet i 1981. Fra 1982-2018 var hun ansat som lærer ved VUC Roskilde.
Fra 2005 til 2015 var Nørgaard tilknyttet Jyllands-Posten som fast kronikør og litteraturanmelder.

## Anden offentlig fremtræden
Nørgaard er en ivrig debattør i offentligheden, ikke mindst om kønsforhold og om emnet islam og den kvindeundertrykkelse, hun mener udgår fra det muslimske tørklæde.
Nørgaard er tidligere mangeårigt medlem af Trykkefrihedsselskabet og var medlem af selskabets bestyrelse. Hun er desuden tidligere medlem af partiet Dansk Samling. Ved kommunalvalget 2017 stillede hun op som eneste kandidat for Dansk Samling i Frederiksberg Kommune, hvor hun fik 39 personlige stemmer ved valget.
I 2021 stillede hun igen op til kommunalvalget på Frederiksberg, denne gang for Frihedslisten.
Nørgaard har skrevet en lang række indlæg i Den Korte Avis og har siden 2016 været aktiv på bloggen NewSpeek.. Siden 2018 har Nørgaard været redaktør på bloggen. 
Under Corona-pandemien markede Nørgaard sig ved at være coronaskeptiker 